# Промывание лакун миндалин
Промыва́ние лаку́н минда́лин — один из методов консервативного лечения хронического тонзиллита.
Показанием для промывания лакун миндалин является наличие в них патологического содержимого при хроническом тонзиллите.

## Способы промывания
Крайне не рекомендуется самостоятельное промывание миндалин в домашних условиях, т. к. можно травмировать ткань органа, что приведет к ухудшению течения заболевания.

### Промывание при помощи шприца
Самый распространённый и доступный способ. Используется шприц со специальной изогнутой канюлей и тупой иглой. Оториноларинголог вводит иглу в лакуну миндалины и под напором промывает её лекарственным раствором. Эффективность метода зависит от механического удаления из лакун миндалин гнойного содержимого, а также действия лекарственного раствора.
Такой способ обладает недостатками, связанными с самой техникой проведения:
- мелкие лакуны нельзя промыть шприцем;
- под напором струи лекарственного раствора некоторые пробки могут не вымываться из лакун, а попадать в их более глубокие слои;
- травмирование ткани миндалин, что приводит к рубцеванию и снижению возможности естественного самоочищения.

### Промывание вакуумным методом
Метод является более эффективным, чем при использовании шприца. После проведенной местной заморозки на миндалины надевается вакуумный отсос, который расширяет лакуны и вытягивает содержимое.